# 조안민
조안민(曹安民, 생년 미상 ~ 197년)은 후한 말기의 무장이다.
조조의 조카이다.
자는 자성(子成)이다.

## 생애
건안 2년(197년), 장수가 조조에게 항복하였다. 이때 조안민은 장제의 미망인을 조조에게 보냈는데, 이 사실을 안 장수는 격노하였고, 가후의 진언을 받아들여 조조를 습격(완성 전투)하였다. 조조는 습격을 피해 간신히 도망쳤으나, 조안민은 조조의 장남 조앙과 함께 전사하였다.